# Joe Masteroff
Joe Masteroff (* 11. Dezember 1919 in Philadelphia, Pennsylvania; † 28. September 2018 in Englewood, New Jersey) war ein amerikanischer Dramatiker, der vor allem als Librettist des Musicals Cabaret bekannt wurde.

## Leben
Masteroff diente während des Zweiten Weltkriegs in der United States Air Force. Nach dem Krieg studierte er von 1949 bis 1951 Theater, einen Studiengang, der in dieser Zeit von der Theatervereinigung American Theatre Wing in New York angeboten wurde. Masteroff begann seine Karriere als Schauspieler und arbeitete später als Assistent bei Howard Lindsay. 1953 hatte er sein Broadway-Debüt in der Howard Lindsay und Russel Crouse Komödie The Prescott Proposals.
Sein erstes Broadway-Stück The Warm Peninsula, das mit Julie Harris, June Havoc, Farley Granger und Larry Hagman besetzt war, kam im Jahr 1959 heraus. 1963 schrieb er das Buch für das Musical She Loves Me von Jerry Bock und Sheldon Harnick, das ihm eine Tony-Award-Nominierung als bester Musical-Autor einbrachte. 1966 beauftragte Harold Prince, der die Rechte an John Van Drutens Schauspiel I Am a Camera (nach Motiven von Christopher Isherwood) erworben hatte, Masteroff, das Buch für das Musical Cabaret zu schreiben, für das John Kander und Fred Ebb die Partitur schreiben sollten. Cabaret wurde ein großer Erfolg und gewann 1967 den Tony Award für das beste Musical. Masteroffs nächstes und letztes Broadway-Projekt war das Musical 70, Girls, 70 von 1971, das ebenfalls in der Zusammenarbeit mit Kander und Ebb entstand.
Masteroff schrieb das Libretto zu einer opernhaften Adaptation von Eugene O’Neills Sehnsucht unter Ulmen (Desire Under the Elms). Er schrieb das Buch und die Lyrics für die Musicals Six Wives (Off-Broadway, 1992) und Paramour, das auf Jean Anouilhs Walzer der Toreros  (The Waltz of the Toreadors) basiert, (Old Globe Theater, San Diego, 1998).
Die letzten Jahre seines Lebens verbrachte er in einem Seniorenheim für Schauspieler, wo er auch im September 2018 im Alter von 98 Jahren starb.